# Mezoneuron kavaiense
Mezoneuron kavaiense е вид растение от семейство Бобови (Fabaceae). Видът е критично застрашен от изчезване.

## Разпространение
Разпространен е в САЩ.